# 越戶站
越戶站（日语：／ Koshido eki */?）是位於日本愛知縣豐田市越戶町，屬於名古屋鐵道三河線的鐵路車站。車站編號是MY09。

## 車站構造
本站為對向式月台2面2線的高架車站。
| 月台 | 路線           | 方向 | 目的地           |
| ---- | -------------- | ---- | ---------------- |
| 1    | 三河線（山線） | 下行 | 往猿投           |
| 2    | 三河線（山線） | 上行 | 豐田市、知立方向 |

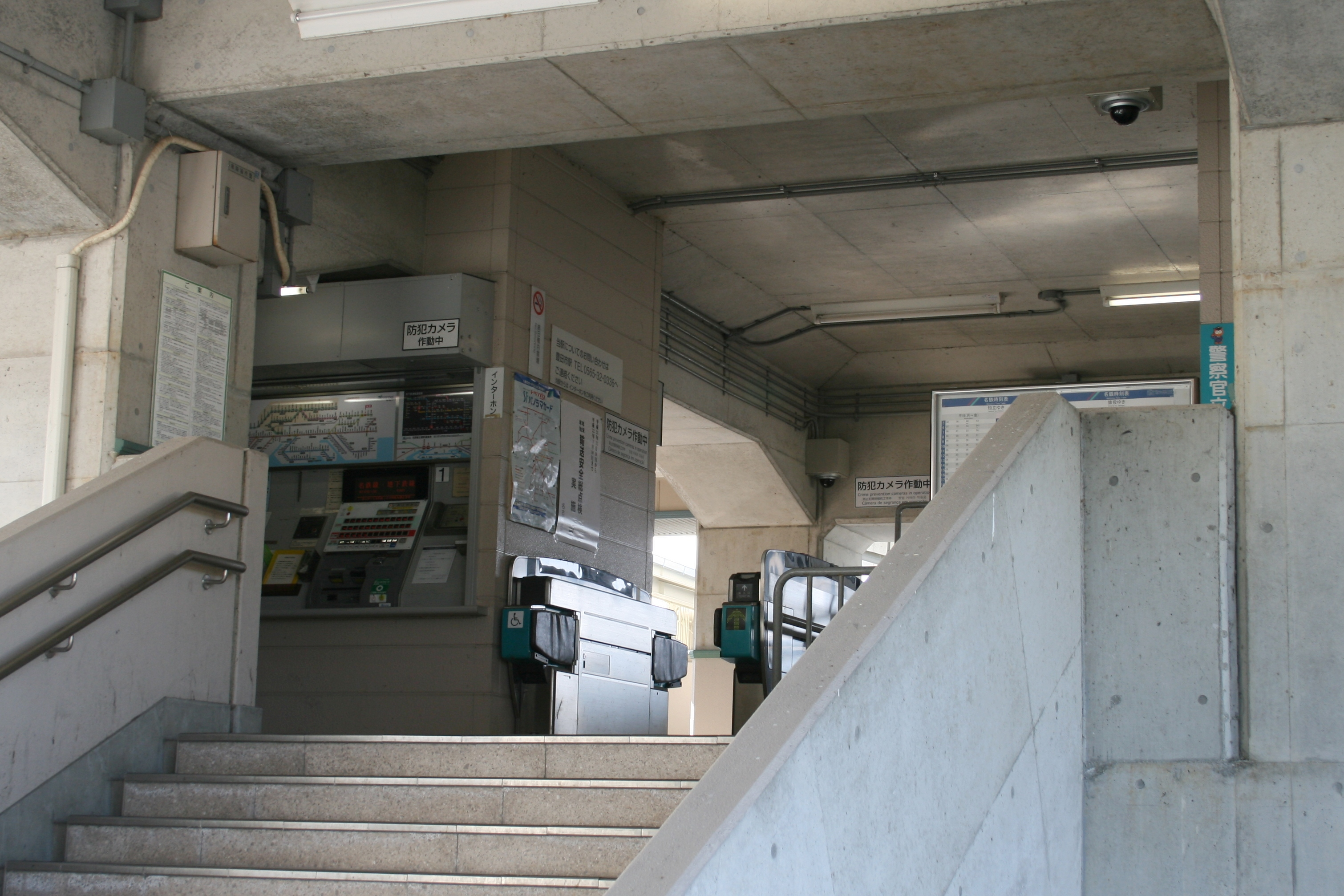
驗票閘口（2009年12月）
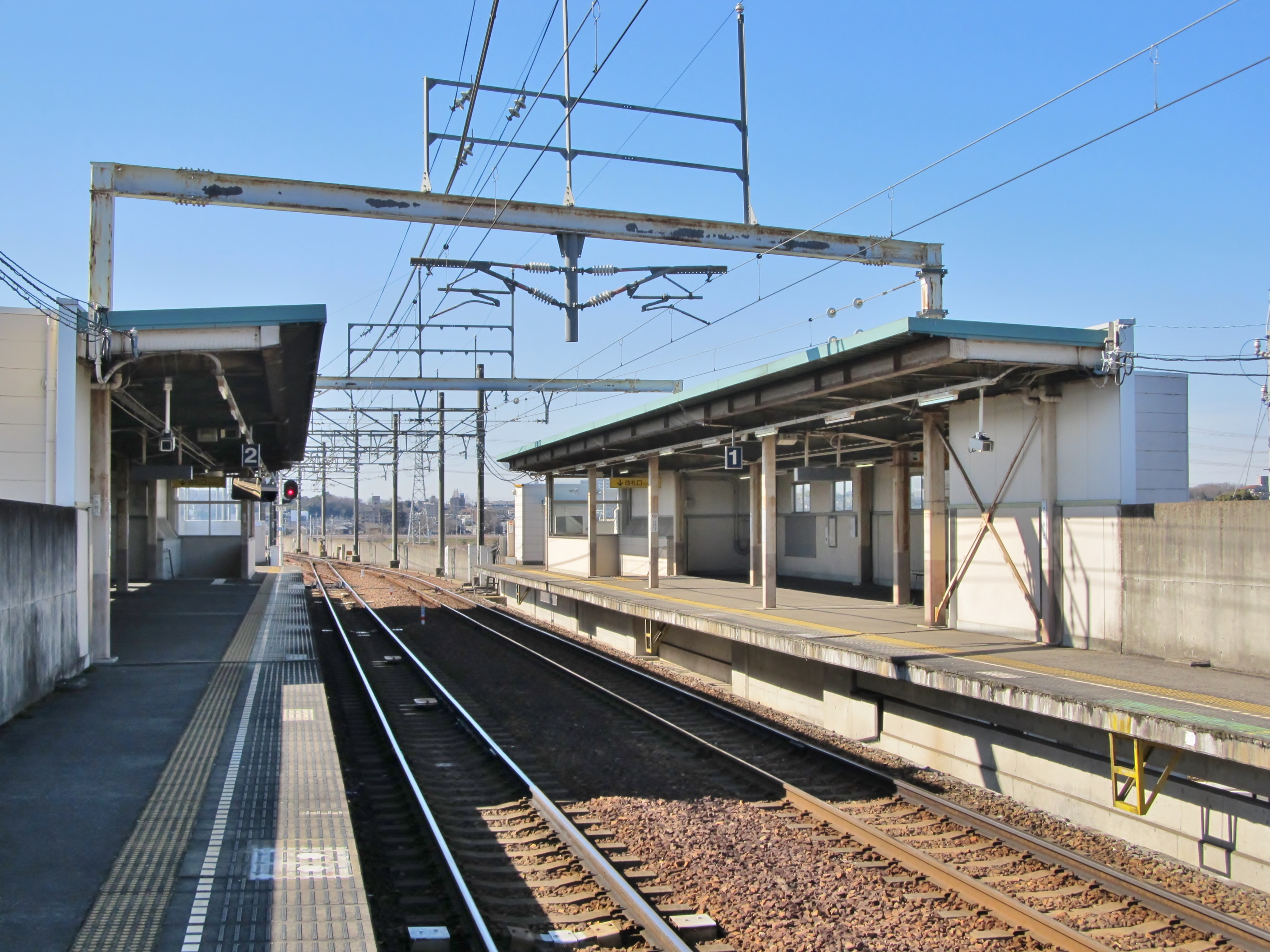
月台（2024年2月）
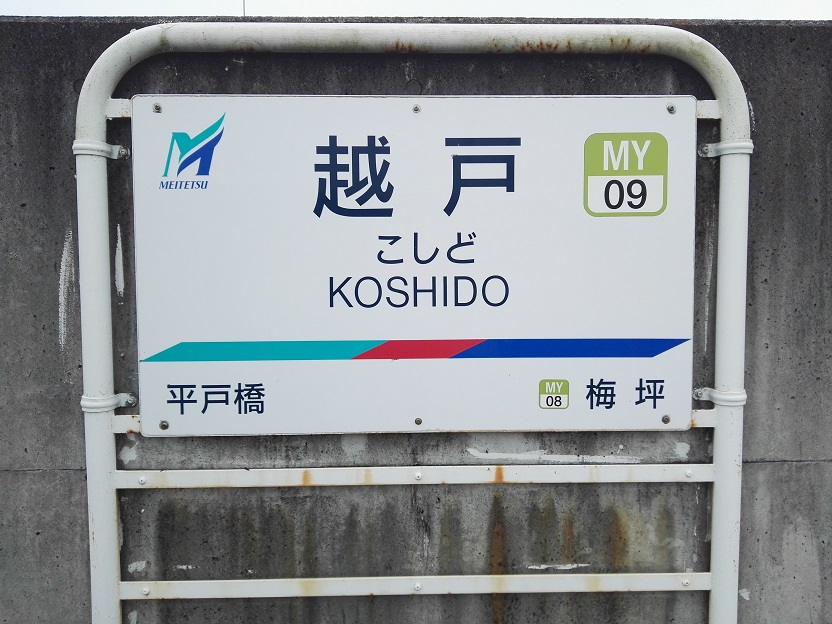
站名牌（2019年7月）

### 配線圖
| ← 猿投方向      | 越戶站 構內配線略圖 | → 豐田市、 知立方向 |
| 图例 参考文献： |                     |                     |

## 使用情況
| 年度   | 1日平均 上下車人次 |
| ------ | ------------------ |
| 2008年 | 708                |
| 2009年 | 720                |
| 2010年 | 706                |
| 2011年 | 750                |
| 2012年 | 780                |
| 2013年 | 803                |
| 2014年 | 772                |
| 2015年 | 816                |
| 2016年 | 879                |
| 2017年 | 897                |
| 2018年 | 899                |

## 相鄰車站
名古屋鐵道
 三河線（山線）
平戶橋（MY10）－越戶（MY09）－梅坪（MY08）

### 來源
1. 1 2  清水武. . 鉄道ピクトリアル (電気車研究会). 1971-01, 246: 64.
2. 1 2  太田貴之. . 鉄道ピクトリアル (電気車研究会). 2009-03, 816: 38.
3. ↑  三河線 路線・駅情報 - 電車のご利用案内 （页面存档备份，存于）、2019年7月14日閲覧
4. 1 2
5. ↑  電気車研究会、『鉄道ピクトリアル』通巻第816号 2009年3月 臨時増刊号 「特集 - 名古屋鉄道」、巻末折込「名古屋鉄道 配線略図」

## 外部連結
- 越戶 - 名古屋鐵道